# Albion (Illinois)
Albion é uma cidade localizada no estado americano de Illinois, no Condado de Edwards.

## Demografia
Segundo o censo americano de 2000, a sua população era de 1933 habitantes.
Em 2006, foi estimada uma população de 1846, um decréscimo de 87 (-4.5%).

## Geografia
De acordo com o United States Census Bureau tem uma área de
5,6 km², dos quais 5,5 km² cobertos por terra e 0,1 km² cobertos por água.

## Localidades na vizinhança
O diagrama seguinte representa as localidades num raio de 20 km ao redor de Albion.